# الكثابة (مذيخرة)

تعديل مصدري - تعديل

الكثابة محلة تابعة لقرية الشرقي، التابعة لعزلة الاشعوب بمديرية مذيخرة إحدى مديريات محافظة إب في الجمهورية اليمنية، بلغ تعداد سكانها 91 حسب تعداد اليمن لعام 2004.